# .har

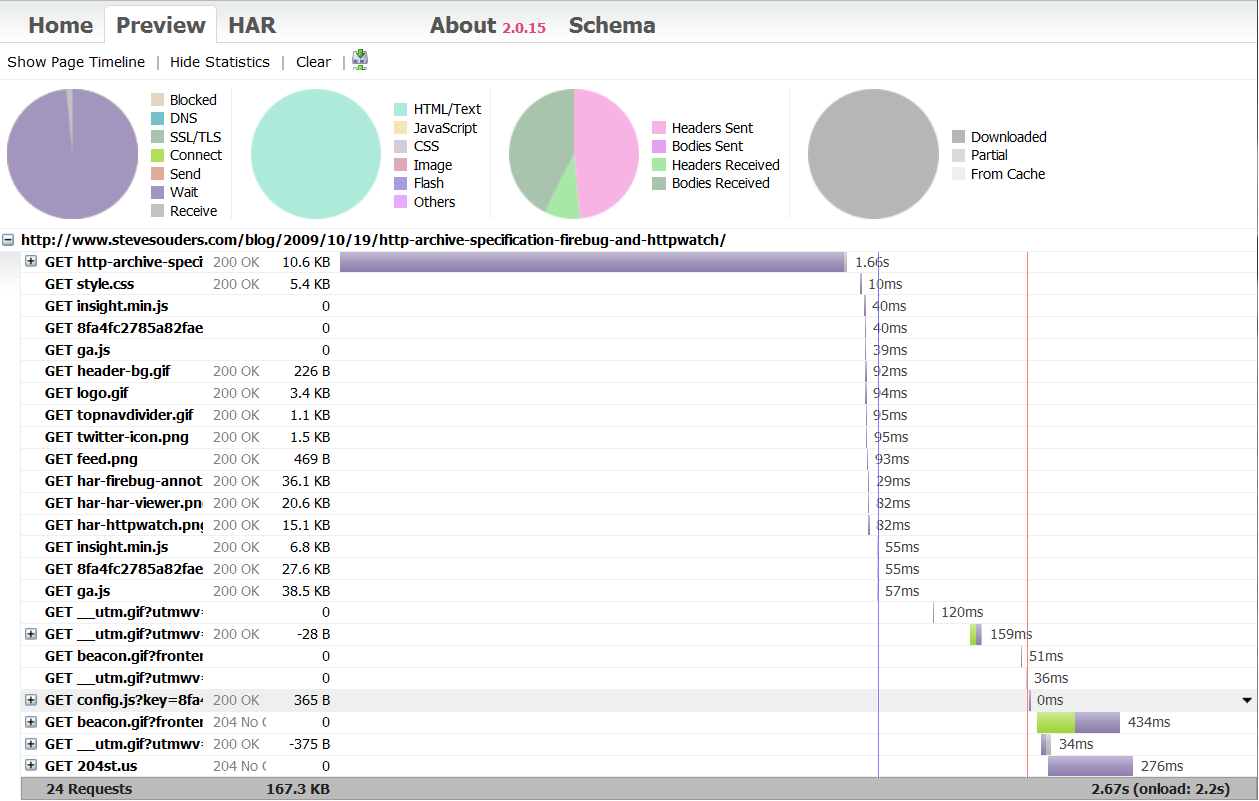
Formato HTTP Archive o HAR, es un formato de un fichero de archivo en formato JSON, para el registro de la interacción de un navegador web con un sitio.

El formato HTTP Archive o HAR, es un formato de un fichero de archivo en formato JSON, para el registro de la interacción de un navegador web con un sitio. La extensión común para estos archivos es .har.
La especificación para el formato HTTP Archive (HAR) define un formato de archivo para transacciones HTTP que puede ser utilizado por un navegador web para exportar detallados datos de rendimiento sobre la carga de páginas web.  La especificación para este formato está producida por el Web Performance Working Group (Grupo de Trabajo de rendimiento web) del World Wide Web Consortium (W3C). La especificación está en forma de borrador y es un trabajo en progreso.

## Soporte
El formato HAR es soportado por varios softwares, incluyendo:
- Fiddler
- Firebug
- Charles Web Proxy (software)
- Firefox
- Google Chrome
- Internet Explorer 9
- Paw (Software)[4]